# Bartzaunkönig
Der Bartzaunkönig (Campylorhynchus gularis) ist eine Vogelart aus der Familie der Zaunkönige (Troglodytidae), die endemisch in Mexiko ist. Der Bestand wird von der IUCN als nicht gefährdet (Least Concern) eingeschätzt. Die Art gilt als monotypisch.

## Merkmale
Der Bartzaunkönig erreicht eine Körperlänge von etwa 17,0 cm bei einem Gewicht von ca. 28,3 bis 31,0 g. Er hat einen weißen Überaugenstreif, sowie braunen Zügel und Augenstreif. Die Ohrdecken sind gelbraunweiß. Der Oberkopf ist kastanienbraun, die Schultern und der Rücken rötlich braun mit matt schwarzen und gelbbraun weißlichen Markierungen. Die Handschwingen und die Armschwingen sind dunkelbraun, gelbbraun und graubraun gestreift. Die graubraunen Steuerfedern werden von dunkleren Binden durchzogen. Das Kinn, die Kehle und die Brust wirken ausgewaschen weiß mit einem schwärzlichen Bartstreif. Die Brustseite zeigt auffällige schwärzliche Flecken. Der Bauch und die Hinterflanken sind gelbbraun und zerstreut dunkler gestreift. Die Augen sind rötlich braun, der Oberschnabel schwärzlich, der Unterschnabel bläulich grau mit gelblicher Basis und die Beine schiefergrau. Beide Geschlechter ähneln sich im Aussehen. Jungtiere unterscheiden sich sehr. Sie haben einen matt schwarzen Oberkopf ohne Markierungen, die Oberseite zeigt nur zerstreute Markierungen und die Brust ist blass gelbbraun ohne Flecken.

## Verhalten und Ernährung
Wenig ist über die Ernährungsgewohnheiten des Bartzaunkönigs bekannt. Meist sind es Wirbellose, die er frisst, doch ernährt er sich auch von Kaktussamen. Es wurde beobachtet, dass kleinere Echsen zu seiner Beute gehören. Bei der Futtersuche ist er in kleineren Gruppen unterwegs, meist am Boden oder bodennah, gelegentlich auch etwas höher bis ca. 15 Meter über dem Boden. Sein Futter sucht er auch in Rindenspalten und um Felsen, aber auch in Epiphytenbüscheln.

## Lautäußerungen
Der Gesang des Bartzaunkönigs besteht aus einer Serie harter zirpender Töne oder einer Serie unmusikalischer gurgelnder Phrasen. Sein Alarmlaut ist ein ruppiger tsche-tsche-tschet-Ton.

## Fortpflanzung
Nur wenig ist über die Brutbiologie des Bartzaunkönigs bekannt. In Sonora fand man Nester im Juni. Das gewölbte Nest hat einen Seiteneingang. Ein Nest aus Sonora fand man auf der Unterseite eines abgestorbenen Palmwedels. Zwei Nester in Michoacán wurden in Eukalypten gefunden und enthielten zwei bis drei Eier. Die Eier sind ca. 23 × 16,5 mm groß. Es wurden Gelege gesehen mit bis zu vier Nestlingen. Einmal wurde beobachtet, wie ein Braunkopf-Kuhstärling (Molothrus ater) das Nest als Wirtsnest für seine Eier nutzte.

## Verbreitung und Lebensraum
Der Bartzaunkönig kommt in zwei getrennten Populationen vor, die durch ungeeigneten Lebensraum abgeschnitten sind. Diese reichen westlich vom Südosten Sonoras über Westmexiko ins westliche Morelos und im Osten vom südlichen Nuevo Leónm, den Südwesten Tamaulipas und das zentrale San Luis Potosí bis nach Hidalgo. Er bevorzugt Eichen- und Kiefernwälder, meist sehr trockener Natur, aber auch gemischte hülsenfruchtartige Sträucher und Kakteen. In Sonora ist er an felsigen Hängen mit Palmen zu finden. Er bewegt sich in Höhenlagen von 800 bis 2500 Metern, örtlich z. B. in Colima sogar bis 3000 Metern.

## Migration
Es wird vermutet, dass der Bartzaunkönig ein Standvogel ist.

## Etymologie und Forschungsgeschichte
Die Erstbeschreibung des Bartzaunkönigs erfolgte 1861 durch Philip Lutley Sclater unter dem wissenschaftlichen Namen Campylorhynchus gularis. Das aus Mexiko stammende Typusexemplar hatte er von John Gould erhalten. 1824 führte Johann Baptist von Spix die für die Wissenschaft neue Gattung Campylorhynchus ein. Dieser Name leitet sich von »campylos, camptō καμπυλος, καμπτω« für »gebogen, biegen« und »rhynkhos ῥυγχος« für »Schnabel« ab. Der Artname »gularis« leitet sich vom lateinischen »-gular, gula« für »-kehlig, Kehle« ab.